# Inversion (Sprache)
Als Inversion bezeichnet man in der Grammatik Konstruktionen, in denen die Normalabfolge in einem Satz umgestellt wurde; insbesondere heißen so Abfolgen, in denen ein Verb vor dem Subjekt steht (in Sprachen, in denen sonst die Abfolge Subjekt vor Verb die Regel ist, also in erster Linie in SVO-Sprachen).
Da im deutschen Hauptsatz eine Verbzweitstellung (V2-Stellung) herrscht, bei der das Verb immer vorangestellt wird und das Subjekt gleich leicht davor oder danach stehen kann, gibt es in der deutschen Grammatik keine Inversionskonstruktionen im strengen Sinn, allerdings werden manchmal stilistisch auffällige Abfolgen, bei denen das Subjekt nach dem Verb folgt, als Inversion in einem weiteren Sinn bezeichnet (auch im Sinne eines rhetorischen Stilmittels, siehe Anastrophe).

## Inversion im Englischen

### Inversion mit Hilfsverben
Im Englischen herrscht normalerweise die Abfolge „Subjekt – (Hilfsverb –) Verb – Objekt“, jedoch muss in einer Reihe von Konstruktionen das Hilfsverb dem Subjekt vorangehen; in Sätzen, die nicht von selbst ein Hilfsverb enthalten, wird dann ein bedeutungsleeres Hilfsverb do zum Zweck der Voranstellung erzeugt. Fälle obligatorischer Inversion sind:
- Ja/nein-Fragen:

```
 
Do
 you speak English?
 (Sprichst du Englisch?)  (vgl. 
He speaks English.
)
```

- W-Fragen, außer wenn das Fragewort dem Subjekt des Satzes entspricht:

```
What 
did
 he say?
 (Was sagte er?)  (vgl. 
He said something.
)
Aber:

Who said that?
```

Die Fragesatz-Inversion erfolgt nicht in eingebetteten Fragesätzen:
```
I don’t know what he said.
 (Ich weiß nicht, was er sagte.)
```

- Voranstellung negativer Adverbiale (z. B. never  „nie“ sowie only „nur“) und mancher Adverbien mit der Bedeutung „auch / auch nicht“:

```
Only then 
did
 Randall realize he had forgotten his glasses.

(Erst da bemerkte Randall, dass er seine Brille vergessen hatte.)
```

```
(I don’t smoke...) Nor 
do
 I.
 („Ich auch nicht.“)

(He smokes...) So 
do
 I.
  („Ich auch.“)
```

Im Unterschied zur Fragesatz-Inversion erfolgt die Negativ-Inversion auch in eingebetteten Sätzen:
```
She swore that under no circumstances 
would
 she leave her husband.

(Sie schwor, dass sie unter keinen Umständen ihren Mann verlassen würde.)
```

- Vergleichskonstruktionen, wenn im zweiten Teil das Verb nicht ausgelassen wird, besonders auch wenn das Subjekt des Vergleichssatzes eher lang ist:

```
Spain’s financial problems were less acute than 
were
 those of Portugal.

(Spaniens Finanzprobleme waren weniger akut als diejenigen Portugals es waren.)
```

Siehe auch: V2-Stellung#V2-Stellung im Vergleich mit „Inversion“ im Englischen

### Inversion mit Vollverben
Bestimmte Verben, besonders häufig Positions- und Bewegungsverben, erlauben im Englischen auch Konstruktionen, wo das Subjekt diesen Verben folgt. Man spricht hier von „stilistischer Inversion“ (weil diese Konstruktion nicht obligatorisch ist sowie stilistisch auffällig) oder von  „Lokativinversion“ (weil anstelle des Subjekts dann häufig Orts- oder Richtungsangaben den Satzanfang bilden).  Beispiele:
```
In the corner 
sat
 little Jack Horner.

Out of the house 
came
 a tiny old lady.
```

## Inversion in den romanischen Sprachen
Die romanischen Sprachen werden insgesamt als Sprachen mit der Normalwortstellung S-V-O beschrieben, sie besitzen aber größere Wortstellungsfreiheit als z. B. das Englische. Es wird davon ausgegangen, dass mehrere unterschiedliche Typen von Konstruktionen existieren, in denen das Verb vor das Subjekt gelangt.

### Inversion mit Pronomen im Französischen
Im Französischen kommt vor allem in der Schriftsprache eine Konstruktion mit Inversion von Verb und Personalpronomen vor, die zur Bildung von Fragesätzen dient (sowohl ja/nein-Fragen als auch Ergänzungsfragen), z. B.:
```
Avez-vous  aimé  le film
 
?

(haben-Sie geliebt den Film)
„Hat Ihnen der Film gefallen?“
```

```
Où  veut-il aller
 
?

(wo will-er gehen)
„Wohin will er gehen?“
```

Diese Konstruktion ist nur möglich mit schwachen Personalpronomina, die sich an das Verb anheften (Klitika). Ferner tritt sie nur in Hauptsätzen auf, nicht in Nebensätzen. Die übliche Analyse besagt, dass das Verb hier nach vorne gezogen wurde; dies stimmt überein mit der Beobachtung, dass in eingebetteten Fragesätzen auch in vielen anderen Sprachen keine Verbvoranstellung möglich ist (siehe oben zum Englischen).

### Stilistische Inversion
Es existiert eine zweite Art von Inversionsonstruktion, die als „stilistische Inversion“ bezeichnet wird, obwohl sie in bestimmten Fällen obligatorisch sein kann. Sie besteht nicht in einer Voranstellung des Verbs, sondern in einer Nachstellung des Subjekts am Satzende, wobei diese Subjekte kein Pronomen, sondern eine volle Nominalphrase sind. Diese Konstruktion ist in allen romanischen Sprachen prinzipiell möglich, allerdings mit unterschiedlichen Einschränkungen. Im Französischen ist sie nur in Fragesätzen möglich, sowie im Subjonctif (Konjunktiv für abhängige Nebensätze):
```
Où est allée Marie
 
?

„Wohin ist Marie gegangen?“
```

```
Je veux que parte Paul.

(ich will dass weggehe (subj.) Paul)
„Ich will, dass Paul weggeht.“
```

Im Unterschied zur pronominalen Inversion folgt das Subjekt „Marie“ im ersten Beispiel oben nach allen Verben des Satzes („est + allée“); die Abfolge *Où est Marie allée wäre hingegen grammatisch unmöglich, im Gegensatz zu Où est-elle allée. Ferner findet sich dieser Typ der Inversion ebenso in Nebensätzen, siehe den obigen Subjonctif-Satz und den folgenden eingebetteten Fragesatz:
```
Je me demande quand est venue Marie.

(ich mich frage wann ist gekommen Marie)
„Ich frage mich, wann Marie gekommen ist“.
```

Obwohl ein Fragesatz vorliegt, handelt es sich hier offenbar um eine andere Konstruktion als bei der pronominalen Inversion, nämlich um dieselbe, die in anderen romanischen Sprachen auch in Aussagesätzen möglich ist. Beispiele für diesen Typ der Inversion in Aussagesätzen zeigen z. B. das Spanische, und etwas eingeschränkter das Italienische:
Spanisch:
```
Ha leído el libro Juan.
[
7
]

(hat gelesen das Buch Juan)
„Juan hat das Buch gelesen.“
```

Italienisch:
```
Ha telefonato Gianni.

(hat angerufen Gianni)
„Gianni hat angerufen.“
```

(Für weitere Beispiele siehe auch: Katalanische Sprache#Morphologie und Syntax)

## Scheinbare Inversion im Deutschen
In Beschreibungen der deutschen Grammatik findet sich die Bezeichnung „Inversion“ öfter für Abfolgen, in denen im Aussagesatz das Subjekt hinter dem Verb steht.  Aufgrund eines Vergleichs mit dem Englischen oder Französischen läge es nahe, die Beziehung der folgenden beiden Sätze ebenso als Inversion aufzufassen:
```
(a) 
Die Katze hat eine Maus gefangen.

(b) 
Hat die Katze eine Maus gefangen?
```

Im Englischen wird von Inversion gesprochen, weil Fragesätze einer Form, die dem deutschen (b) entspricht, aus einer Satzform SVO abgeleitet werden können, indem man das Hilfsverb voranstellt; der SVO-Satz ist hierbei im Englischen die zugrundeliegende Satzform. Jedoch verhält es sich im Deutschen umgekehrt, d. h. Satz (a), der das Subjekt vor dem Verb zeigt, ist durch Umstellung (Topikalisierung) des Subjekts aus einer Form wie (b) abzuleiten. Dies liegt daran, dass das Deutsche eine Verb-Zweit-Sprache ist, das Englische dagegen eine SVO-Sprache. Im Feldermodell des deutschen Satzes wird dies so repräsentiert, dass das Verb in jedem Hauptsatz dieselbe Position, nämlich die sog. „linke Klammer“ einnimmt, egal ob es sich um einen Verb-Erst-Satz oder einen Verb-Zweit-Satz handelt, und egal ob der Verbzweitsatz mit dem Subjekt oder einem Objekt etc. beginnt:
| Vorfeld     | linke Klammer | Mittelfeld          | rechte Klammer |  |
| ----------- | ------------- | ------------------- | -------------- |  |
| --          | Hat           | die Katze eine Maus | gefangen?      |  |
| Anscheinend | hat           | die Katze eine Maus | gefangen.      |  |
| Die Katze   | hat           | (--) eine Maus      | gefangen.      |  |
| Was         | hat           | die Katze (--)      | gefangen?      |  |

Hieraus ergibt sich, dass der obige Satz (b) nicht als „Inversion“ zu beschreiben ist, zumindest nicht im Sinne einer Operation, die eine Satzform aus einer anderen, grundlegenderen Form ableitet. Vielmehr gilt aus systematischen Gründen die Mittelfeldposition des Subjekts (nach dem finiten Verb) als dessen Grundposition. Es ist dieselbe Position, wo das Subjekt auch in Nebensätzen steht, ohne dass dann eine Inversion vorliegen kann:
| Vorfeld | linke Klammer | Mittelfeld          | rechte Klammer |  |
| ------- | ------------- | ------------------- | -------------- |  |
| --      | Hat           | die Katze eine Maus | gefangen?      |  |
| --      | ob            | die Katze eine Maus | gefangen hat   |  |